# Szybena
Szybena (ukr. Шибена) – wieś na Ukrainie, w obwodzie chmielnickim, w rejonie teofipolskim, nad Żerdzią. W 2001 roku liczyła 984 mieszkańców.
Pierwsza wzmianka o miejscowości pochodzi z 1583 roku.